# Français pour une nuit
Pour plus de détails, voir Fiche technique et Distribution.
Français pour une nuit est le film du concert de Metallica enregistré aux arènes de Nîmes le 7 juillet 2009. Ce concert s'inscrit dans la tournée World Magnetic Tour lancée après la sortie de leur album Death Magnetic le 12 septembre 2008.
Cette vidéo, éditée en 2009 en DVD et Bluray, est exclusivement réservée au marché français. Une vidéo équivalente est sortie pour le marché d'Amérique latine, Orgullo, Pasion y Gloria: Tres Noches En La Ciudad de Mexico, qui montre les concerts du 4, 6 et 7 juin 2009 à Mexico.
Sur le DVD figurent le concert, une interview du groupe filmée le jour du concert, ainsi que cinq vidéos de fans qui ont été autorisés à filmer le concert parmi les spectateurs.
L'inscription M.P.Q.N., signifiant Metallica Populus Que Nemausus (Nemausus étant le nom latin de la ville de Nîmes), figurant sur les différentes éditions est un clin d'œil au S.P.Q.R., la devise de la République romaine.

## Liste des pistes
Ce concert comporte dix-huit titres joués en live en dehors de l'intro The Ecstasy of Gold d'Ennio Morricone, extraite du film Le Bon, la Brute et le Truand.
| No  | Titre                    | Crédit(s)                           | Durée |
| --- | ------------------------ | ----------------------------------- | ----- |
| 1.  | Blackened                | Hetfield, Ulrich, Newsted           |       |
| 2.  | Creeping Death           | Hetfield, Ulrich, Burton, Hammett   |       |
| 3.  | Fuel                     | Hetfield, Ulrich, Hammett           |       |
| 4.  | Harvester of Sorrow      | Hetfield, Ulrich                    |       |
| 5.  | Fade To Black            | Hetfield, Ulrich, Burton, Hammett   |       |
| 6.  | Broken, Beat & Scarred   | Hetfield, Ulrich, Hammett, Trujillo |       |
| 7.  | Cyanide                  | Hetfield, Ulrich, Hammett, Trujillo |       |
| 8.  | Sad but True             | Hetfield, Ulrich                    |       |
| 9.  | One                      | Hetfield, Ulrich                    |       |
| 10. | All Nightmare Long       | Hetfield, Ulrich, Hammett, Trujillo |       |
| 11. | The Day That Never Comes | Hetfield, Ulrich, Hammett, Trujillo |       |
| 12. | Master of Puppets        | Hetfield, Ulrich, Burton, Hammett   |       |
| 13. | Dyers Eve                | Hetfield, Ulrich, Hammett           |       |
| 14. | Nothing Else Matters     | Hetfield, Ulrich                    |       |
| 15. | Enter Sandman            | Hetfield, Ulrich, Hammett           |       |
| 16. | Stone Cold Crazy         | Mercury, May, Taylor, Deacon        |       |
| 17. | Motorbreath              | Hetfield                            |       |
| 18. | Seek and Destroy         | Hetfield, Ulrich                    |       |

## Composition du groupe
- James Hetfield - chant, guitare rythmique
- Lars Ulrich - batterie
- Kirk Hammett - guitare solo
- Robert Trujillo - basse

## Fiche technique
- Musique : Metallica
- Producteur : Stéphane Saunier
- Production : Canal +
- Réalisation : Don Kent
- Distribution : Universal Music Group
- Date du tournage : 7 juillet 2009
- Langue : anglais
- Récompense : SNEP :   Platine (3x)[1]
- Qualité vidéo : 1080i